# Bicorona
Bicorona is een geslacht van neteldieren uit de  familie van de Corynidae.

## Soort
- Bicorona elegans Millard, 1966